# Verchňadzvinsk
Verchňadzvinsk (bělorusky Верхнядзвінск, rusky Верхнедвинск, litevsky Verchniadzvinskas, polsky Wierchniedźwińsk) je město ve Vitebské oblasti v Bělorusku. K roku 2018 měl přes sedm tisíc obyvatel a byl správním střediskem Verchňadzvinského rajónu.

## Poloha
Leží na pravém, západním břehu Dzviny, přítoku Rižského zálivu, a teče přes něj Drysa, která do Dzviny ústí severně od města.

## Dějiny
Sídlo je poprvé zmíněno v roce 1386, kdy se jmenovalo Drysa (Дрыса, rusky Дрисса – Drissa) podle menší řeky, na které leží. Přejmenováno v roce 1962 bylo podle polohy na větší z řek, na kterých leží, Dzvině.